# San Miguel (Ecuador)
San Miguel, auch San Miguel de Bolívar, ist eine Kleinstadt und die einzige Parroquia urbana im Kanton San Miguel de Bolívar der ecuadorianischen Provinz Bolívar. Die Parroquia besitzt eine Fläche von 88,89 km². Beim Zensus 2010 betrug die Einwohnerzahl der Parroquia 12.409. Davon lebten 6911 Einwohner im urbanen Bereich von San Miguel.

## Lage
Die Parroquia San Miguel liegt im Westen der Cordillera Occidental zentral in der Provinz Bolívar. Der Río Chimbo fließt entlang der östlichen Verwaltungsgrenze nach Süden und entwässert dabei das Areal. Die 2450 m hoch gelegene Stadt San Miguel befindet sich 13,5 km südsüdwestlich der Provinzhauptstadt Guaranda. Die Fernstraße E491 (Guaranda–Babahoyo) führt an San Miguel vorbei.
Die Parroquia San Miguel grenzt im Norden an die Parroquias La Magdalena, San Sebastián und San José de Chimbo (alle drei im Kanton Chimbo), im nördlichen Osten an die Parroquias Santiago und San Vicente, im südlichen Osten an die Provinz Chimborazo mit der Parroquia Cañi (Kanton Colta), im Süden an die Parroquia Chillanes (Kanton Chillanes), im Südwesten an die Parroquia San Pablo de Atenas sowie im nördlichen Westen an die Parroquia Balsapamba.

## Geschichte
Am 10. Januar 1877 wurde der Kanton San Miguel de Bolívar eingerichtet und San Miguel wurde eine Parroquia urbana und Sitz der Kantonsverwaltung.